# Crystel Graf
Crystel Graf, née le 21 août 1985 à La Chaux-de-Fonds (originaire de Grub [AR]), est une personnalité politique neuchâteloise, membre du Parti libéral-radical. Elle est conseillère d'État depuis mai 2021.

## Biographie
Crystel Graf naît le 21 août 1985 à La Chaux-de-Fonds, d'un père commerçant dans l’audiovisuel  et  d'une mère haut-valaisanne travaillant à domicile dans les ressources humaines. Elle est originaire de Grub, dans le canton d'Appenzell Rhodes-Extérieures (AR), et a une sœur.
Après son lycée, elle caresse l'idée de devenir graphiste mais s'inscrit finalement en droit. Elle obtient en 2009 une maîtrise en droit des universités de Neuchâtel et de Lucerne, puis en 2016 une maîtrise d’études avancées en lutte contre la criminalité économique,. Elle travaille notamment en tant que serveuse pendant ses études.
Elle est juriste à l'État de Vaud de 2012 à 2014, au sein de l'état-major d'Anne-Catherine Lyon, puis responsable de succursale au sein d'une association d'autorégulation des marchés financiers jusqu'en 2020 et enfin directrice de l'Organisation de surveillance financière à Neuchâtel jusqu'à son élection au Conseil d'État.
Elle habite La Chaux-de-Fonds et y a pratiqué pendant 30 ans la danse classique.

## Parcours politique
Membre du parlement des jeunes, elle s'engage véritablement en politique en 2017 au Parti libéral-radical, où elle est influencée en particulier par Sylvia Morel.
Députée suppléante au Grand Conseil du canton de Neuchâtel[Depuis quand ?], elle est conseillère générale (législatif) à La Chaux-de-Fonds et vice-présidente du Parti libéral-radical neuchâtelois de 2020 à 2021.
En avril 2021, elle crée la surprise en terminant cinquième du premier tour de l'élection au Conseil d'État. Elle confirme son score au second tour, le 9 mai 2021, en arrivant à nouveau cinquième et accède donc au Conseil d'État, faisant basculer la majorité à droite. Elle est la plus jeune femme élue au gouvernement neuchâtelois. Elle prend la tête du Département de la formation, de la digitalisation et des sports.

### Positionnement politique
Elle est très à droite et se déclare absolument non féministe.